# Gabriel Marie Étienne Vanel
Gabriel Marie Étienne Vanel (Ampuis, 12 de enero de 1925 - 1 de marzo de 2013) fue un obispo católico francés, arzobispo de la diócesis de Auch de 1985 a 1996.

## Biografía
Vicario general de los ejércitos, fue nombrado vicario apostólico de los ejércitos franceses el 21 de abril de 1970 y fue consagrado obispo el 13 de junio con el título de obispo titular de Rota, puesto que retiene hasta el 21 de junio de 1985. De 1983 a 1985 es el rector de la Iglesia de San Luis de Los Franceses en Roma. El papa Juan Pablo II le nombra arzobispo metropolitano de Auch el 21 de junio de 1985. 
Se retiró el 1 de marzo de 1996, a los 71 años, para vivir con las hermanitas de los pobres en Toulouse hasta su muerte el 1 de marzo de 2013. Un primer funeral es presidido por el obispo Robert Le Gall, arzobispo de Toulouse, en la capilla obispal. Al día siguiente, el funeral solemne tuvo lugar en la Catedral Sainte-Marie d'Auch, presidida por Mons. Maurice Gardès, Arzobispo de Auch, en presencia de Mons. Maurice Fréchard, Arzobispo Emérito de Auch y el mismo Robert Le Gall. El domingo 4 de agosto de 2013, se celebra una misa funeral en la iglesia de Ampuis, su pueblo natal. Esta misa está presidida por el cardenal André Vingt-Trois, arzobispo de París, y concelebrada por el arzobispo Maurice Gardès, arzobispo de Auch, y el obispo Jean-Pierre Batut, obispo auxiliar de Lyon.
Su cuerpo es inhumado en la catedral de Auch, como el de su antecesor.